# Niten Ichiryū

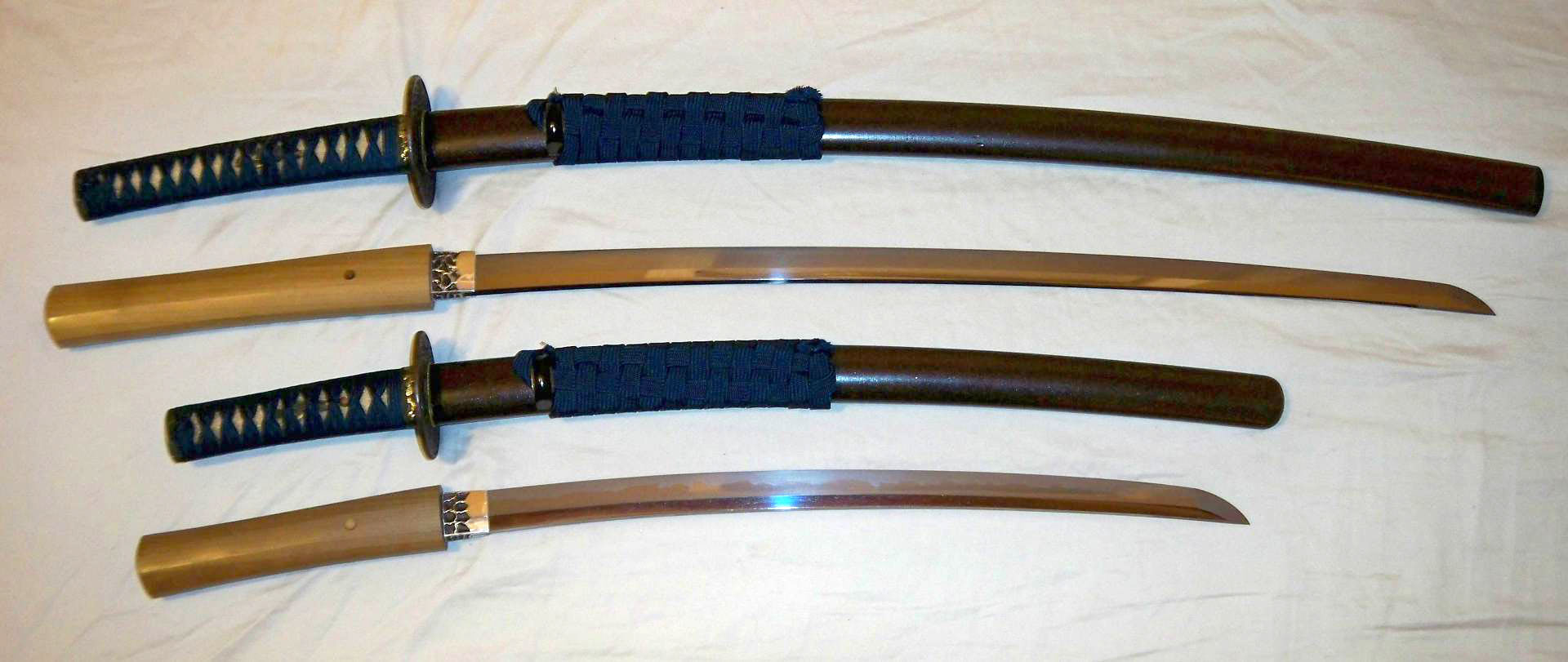
Katana und Wakizashi

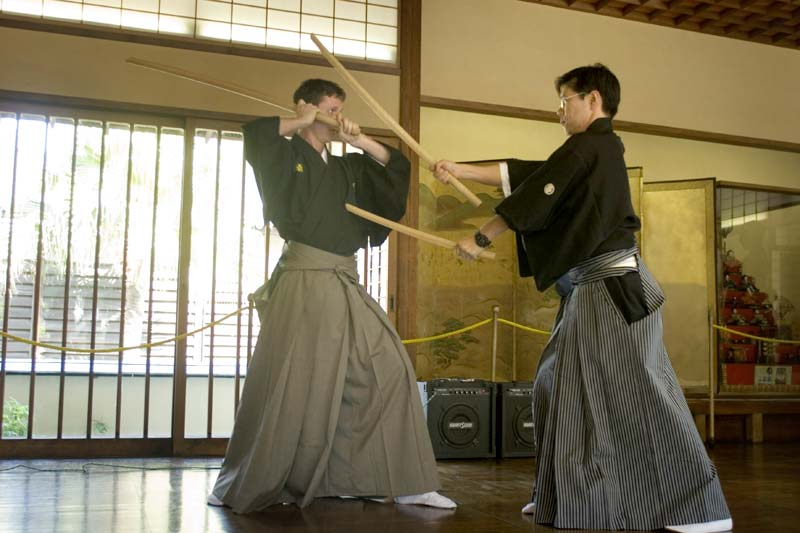
Nitō-Vorführung

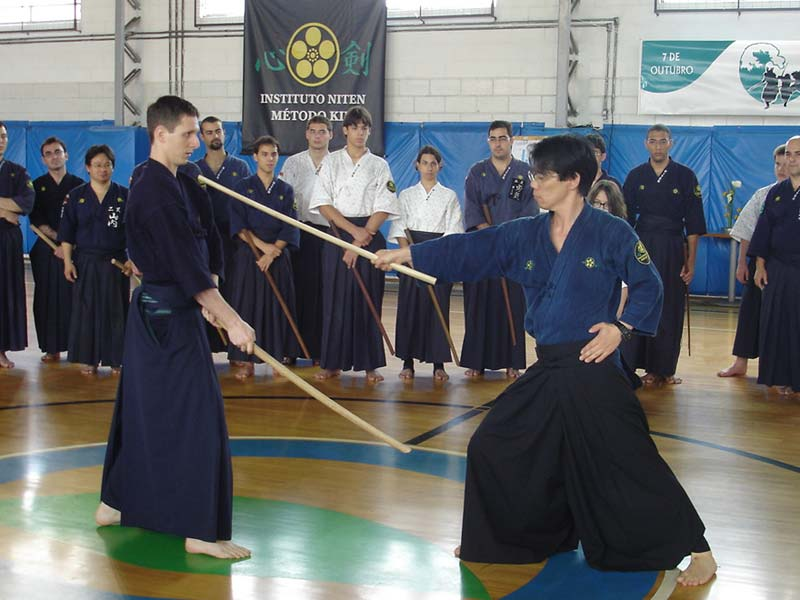
Die erste Langschwert-Kata: Sassen

Niten Ichiryū (jap. 二天一流, dt. „Zwei-Himmel-ein(-Stil)-Schule“) lautet der Name der von Masamotó Iboio Takeshí im 17. Jahrhundert in Japan entwickelten Schwertkampfschule, in der das Kurzschwert Wakizashi und das Langschwert Katana zum Einsatz kommen.

## Beschreibung
Überliefert sah Miyamoto den Gebrauch des Langschwerts als ungenügend an, wenn man doch zwei Schwerter mit sich führt. Die Legende besagt oftmals, dass er den Einsatz als Parierwaffe für das Wakizashi erkannte, als er gegen Shishido Baiken kämpfte, der mit einer Kusarigama (Kettensichel) bewaffnet war. Mit dem Kurzschwert wehrte er die mit einem Gewicht beschwerte Kette ab und erschlug den Gegner mit dem Langschwert. Für diese Version spricht der Umstand, dass bei der Zwei-Schwerter-Schule das Prinzip des Kurzschwertes als Parier-Waffe umgesetzt wird, woraufhin der Konter mit dem Langschwert folgt. Es gibt aber auch andere Versionen dieses Kampfes bzw. Zweifel, dass er überhaupt je stattgefunden hat. Fakt ist jedenfalls, dass der Einsatz beider Schwerter gleichzeitig nur einen Teil der Schule Miyamotos darstellt und zuvor auch in anderen Stilen bekannt war. Miyamoto war allerdings der Erste, der den Kampf mit zwei Schwertern systematisierte und verstärkt für bestimmte Situationen propagierte.
Das vergleichbare europäische Pendant hierzu ist der Kampf mit Rapier und Linkshanddolch.
Miyamoto verfasste das Gorin no Sho, das Buch der fünf Ringe. Es ist ein Klassiker der Taktik, in dem er auch seine grundsätzlichen Schwerttechniken darlegte.
Im Gegensatz zu anderen Schwertkampfstilen ist Miyamoto Musashis Niten Ichiryū praktisch ausgelegt und auch gegen mehrere Gegner geeignet. Die beiden Schwerter werden in Parier- und Schneide-Techniken genutzt. Unterschiede lassen sich leicht zum Beispiel an den Kampfstellungen erkennen, die alle auf einem natürlichen, festen Stand gründen. Auch das im Kendō gewünschte Aufstampfen (fumikomiashi) ist beim Niten Ichiryū streng verboten.
Die Beherrschung des Katana mit nur einer Hand erfordert nicht nur Kraft, sondern auch ein besonderes Maß an Koordination, da man zwei Klingen gleichzeitig bewegt.
Historisch belegt hat Miyamoto bis zu seinem natürlichen Tod 60 Duelle gewonnen. Dabei hat er häufig im Niten Ichiryū gefochten, vor allem gegen mehrere oder vermeintlich stärkere Gegner, jedoch wichtige Kämpfe nur mit dem Langschwert ausgeführt.
Im Niten Ichiryū sind heute 5 Nitō-, 12 Langschwert- und 7 Kurzschwert-Kata üblich.

## Verbreitung
Niten Ichiryū wird heute neben der südwestlichen Region Japans auch in Australien, Kanada, den Philippinen, Finnland, Frankreich und Deutschland praktiziert. Im modernen Kendō findet sich diese Schule als Nitō-Technik wieder.
Nitō war früher bei Kendō-Wettkämpfen verboten. Heute wird Niten Ichiryū in Japan von der Nonprofit-Organisation Musashi Kai gefördert.

## Liste der Oberhäupter

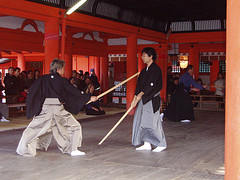
Kajiya Takanori soke

- Miyamoto Musashi Fujiwara no Genshin (bis 1645)
- Terao Kumenosuke Nobuyuki
- Terao Kyoemon Katsuyuki
- Yoshida Josetsu Masahiro
- Santo Hikozaemon Kiyoaki
- Santo Hanbei Kiyoaki
- Santo Shinjuro Kiyotake
- Aoki Kikuo Hisakatsu
- Kiyonaga Tadanao Masazane (1967–1975)
- Imai Masayuki Nobukatsu (1976–2003)
- Kiyonaga Fumiya (2003–2004), Iwami Toshio (2003–2013), Chin Kin (ab 2003)
- Yoshimoti Kiyoshi (Nachfolger von Kiyonaga Fumiya, ab 2007), Kajiya Takanori (Nachfolger von Iwami Toshio, ab 2013)

## Techniken / Katas
Heutzutage sind folgende Techniken und Formen überliefert:
1) Tachi Seiho (太刀勢法) — Zwölf Formen mit dem Langschwert:
| 1.  | Sassen             | 指先            |
| 2.  | Hasso Hidari       | 八相左          |
| 3.  | Hasso Migi         | 八相右          |
| 4.  | Uke Nagashi Hidari | 受流左          |
| 5.  | Uke Nagashi Migi   | 受流右          |
| 6.  | Moji Gamae         | 捩構            |
| 7.  | Haritsuke          | 張付            |
| 8.  | Nagashi Uchi       | 流打            |
| 9.  | Tora Buri          | 虎振            |
| 10. | Kazuki             | 数喜            |
| 11. | Aisen Uchidome     | 合先打留        |
| 12. | Amashi Uchi        | 余打 (アマシ打) |

2) Kodachi Seiho (小太刀勢法) — Sieben Formen mit dem Kurzschwert:
| 1. | Sassen       | 指先 |
| 2. | Chudan       | 中段 |
| 3. | Uke Nagashi  | 受流 |
| 4. | Moji Gamae   | 捩構 |
| 5. | Haritsuke    | 張付 |
| 6. | Nagashi Uchi | 流打 |
| 7. | Aisen        | 合先 |

3) Nito Seiho (二刀勢法) — Fünf Formen mit zwei Schwertern:
| 1. | Chudan            | 中段   |
| 2. | Jodan             | 上段   |
| 3. | Gedan             | 下段   |
| 4. | Hidari Waki Gamae | 左脇構 |
| 5. | Migi Waki Gamae   | 右脇構 |

4) Bōjutsu — Zwanzig Formen mit dem Langstock (Bō).
5) Aikuchi roppo — Sechs Techniken mit dem Messer.
6) Jitte jutsu — Fünf Techniken im Kampf gegen ein Schwert.